# Scherbeneis

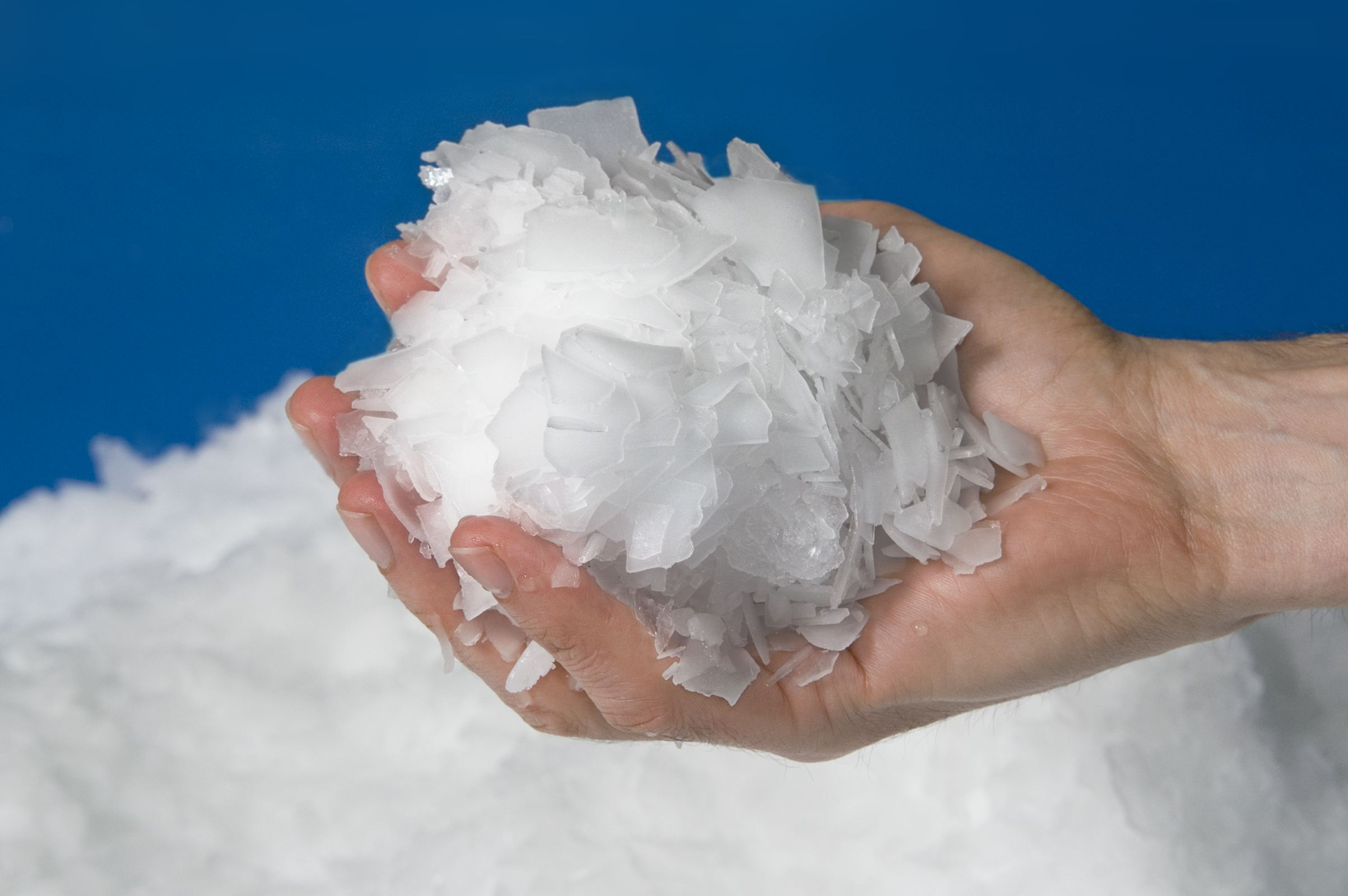
Scherbeneis

Scherbeneis (engl. flake ice) ist eine technisch hergestellte Form von Eis. Scherbeneis besteht aus einzelnen Plättchen mit einer unregelmäßigen, scherbenartigen, leicht gewellten Form. Die Eisplättchen sind 1 bis 2 mm stark und haben bei der Herstellung eine Temperatur von zirka −7 °C.

## Verwendung
Scherbeneis kann zur Kühlung von Lebensmitteln, insbesondere von Fisch, oder zur Produktion von Lebensmitteln verwendet werden. Der Vorteil von Scherbeneis liegt in der großen, trocken ausgefrorenen Oberfläche, über die ein optimaler Wärmeaustausch erfolgen kann, wodurch eine rasche und effiziente Abkühlung erreicht wird.
Ein weiteres Einsatzgebiet ist die Kühlung von Beton.

## Herstellung
Bei der Herstellung mit einer Scherbeneismaschine wird beispielsweise Wasser in einen zylindrischen Behälter gefüllt, in dem sich eine Edelstahlwalze befindet und dessen Wand über eine starke Kältemaschine gekühlt wird. An der Zylinderwandung bildet sich Eis, das durch eine Förderschnecke nach oben gelangt und von einem Schaber abgeschabt wird und dann in einen Vorratsbehälter fällt.
Ein anderes Herstellungsverfahren funktioniert über eine horizontal angeordnete Verdampferwalze, die in einem Wasserbad rotiert. Bei jeder Umdrehung friert Wasser an der stark gekühlten Verdampferoberfläche fest und platzt an einem Schaber ab.
Scherbeneismaschinen können Eismengen zwischen 100 kg und mehreren Tonnen täglich produzieren.